# 安藤早太郎
安藤 早太郎（あんどう はやたろう、文化13年（1816年）頃 - 元治元年7月22日（1864年8月23日））は、日本の幕末の武士で元挙母藩士。後に新選組隊士となり、副長助勤を務めた。

## 略歴
三河国挙母藩（現在の愛知県豊田市）出身。嘉永4年（1851年）に脱藩し、知恩院一心寺に入寺する。その後、文久3年（1863年）5月までに壬生浪士組に入隊していることが明らかになっており（5月25日に江戸幕府に提出された上書に連名している）、6月の新選組結成時には副長助勤に就任している。
池田屋事件では近藤勇隊に所属し、奥沢栄助や新田革左衛門と共に池田屋裏庭の防御に当たったが、逃亡を図る尊皇攘夷志士の猛攻を喰らい、深手を負う。その負傷がもとで、同年7月22日に逝去。墓は壬生寺と聞名寺にある。後に会津藩から別段金20両を賜った。
子母澤寛が旧幕臣らに取材した著書『新選組遺聞』に登場する安藤早太郎が25～26歳に描かれていることから、元挙母藩士と新選組隊士の安藤早太郎は同名別人説もあった。豊田市郷土史資料館は、会津藩がまとめた記録『維新階梯雑誌』（宮内庁宮内公文書館所蔵）の新選組隊士名簿に、安藤早太郎が「三州（三河国）」「四十才」と記されており、同一人物であるとの見解を2018年に発表している。

## エピソード
- 江戸勤務の父に従っての江戸在住中には戸田市郎兵衛に師事して石堂竹林派を修業し、挙母に帰郷してからは高木応心斎から応心流を学んだ射術の遣い手である。天保13年（1842年）には東大寺大仏殿西回廊での通し矢において、11,500本中8,685本を射通、当時の日本記録を樹立している。これを描いた『東大寺通し矢絵巻』『南都大仏殿遠矢之図 』が残っている[3][4]。
- 剣術の流派は北辰一刀流で、南海太郎朝臣朝尊二尺五寸の刀を持っていた。文政9年（1826年）9月の銘。
- 文久3年12月、新選組隊士野口健司の切腹に際して介錯を行い、その足で八木家の餅つきを手伝った。

## 演じた俳優
- 河西祐樹 - 『新選組!』（NHK、2004年）